# Granite, Wyoming
Granite Canon, även känt som Granite eller Granite Canyon, är en mindre ort i Laramie County i sydöstra delen av den amerikanska delstaten Wyoming. Orten ligger omkring 30 kilometer väster om delstatens huvudstad Cheyenne vid motorvägen Interstate 80.

## Historia
Orten grundades som ett litet stationssamhälle i samband med byggandet av den transamerikanska järnvägen och hade ett postkontor 1872–1873, samt åter från 1888. Namnet togs från de granitformationer som delvis ligger i dagen vid platsen och korsar järnvägens sträckning.